# 박제선
박제선(朴齊璿, 일본식 이름: 芳村齊璿요시무라 세이센, 1858년 음력 12월 3일 ~ 1943년 양력 1월 24일)은 대한제국의 관료이며 일제강점기의 법조인이다. 본관 반남이다.

## 가족관계
- 증조부 : 박의원(朴義源)
  - 조부 : 박종유(朴宗瑜)
    - 부 : 박만수(朴晩壽)

## 생애
1898년에 법부 참서관 겸 고등재판소 예비판사를 지낸 대한제국의 법무 관리였다. 1900년에는 법부 법률기초위원과 형법교정관이 되었고, 1901년에 정3품에 올랐다.
대한제국에서는 1905년 을사조약 체결과 1907년 대한제국 군대 해산으로 무장한 의병들의 봉기가 잇따랐다. 일본은 1907년 한일신협약을 체결한 뒤 사법권을 장악하고 의병항쟁에 대한 사법적 탄압을 가했다. 박제선은 정미7조약 체결 직후에 평리원 판사로 임명되었다. 평리원에서 1년 남짓 근무하는 동안 담당한 의병 관련 사건은 약 33건이며, 대부분 내란죄를 적용하여 중형이 선고되었다.
경성구재판소 판사, 인천구재판소 판사를 차례로 지내고 판사직에서 물러난 1912년부터는 변호사로 활동했다. 같은 해에 일본 정부로부터 한국병합기념장을 받은 바 있다.

## 의병 재판
박제선이 판사로서 참여한 약 33건의 의병 사건 가운데, 해당 의병장이 징역 또는 유형 5년 이상의 중형을 선고받고 대한민국 국가보훈처가 후에 훈장을 수여한 주요 사건 내역은 다음과 같다.
| 재판 날짜        | 의병장 이름    | 주활동 지역           | 보훈처의 서훈 내역 | 재판 결과    |
| ---------------- | -------------- | --------------------- | ------------------ | ------------ |
| 1907년 10월 24일 | 김득수         | 충청남도              | 건국훈장 애족장    | 유형 7년     |
| 1907년 11월 30일 | 오인택         | 서울,경기도           | 건국훈장 애국장    | 유형 10년    |
| 1907년 11월 30일 | 정원집 외 1인  | 경기도,전라도         | 건국훈장 독립장 등 | 유형 10년 등 |
| 1907년 12월 29일 | 윤이병 외 22인 | 이완용 집 방화        | 건국훈장 국민장 등 | 종신유형 등  |
| 1908년 1월 21일  | 장경춘         | 충청북도              | 건국포장           | 유형 15년    |
| 1908년 3월 13일  | 김봉기         | 경기도 광주,용인,양근 | 건국훈장 애국장    | 교수형       |
| 1908년 4월 3일   | 임응서         | 경기도                | 건국훈장 애국장    | 종신 유형    |
| 1908년 5월 22일  | 김경선         | 경기도                | 건국훈장 애족장    | 유형 10년    |
| 1908년 5월 22일  | 이연년         | 경기도                | 건국포장           | 유형 10년    |
| 1908년 5월 29일  | 박경채         | 경기도                | 건국훈장 애족장    | 유형 10년    |
| 1908년 5월 29일  | 정철화         | 경기도                | 건국훈장 독립장    | 유형 15년    |
| 1908년 6월 6일   | 한원태 외 2인  | 이인영 부대           | 건국훈장 애국장 등 | 유형 15년 등 |
| 1908년 6월 8일   | 박순길         | 경기도 포천           | 건국훈장 애국장    | 유형 10년    |
| 1908년 7월 13일  | 김재선 외 2인  | 경기도,충청북도       | 건국훈장 애국장 등 | 유형 15년 등 |
| 1908년 7월 14일  | 정치삼 외 1인  | 경기도                | 건국훈장 애족장 등 | 유형 10년 등 |
| 1908년 7월 29일  | 우상옥         | 충청도,경기도         | 건국훈장 애국장    | 유형 15년 등 |
| 1908년 7월 31일  | 정시항 외 2인  | 충청북도              | 건국훈장 애족장 등 | 유형 15년 등 |

## 사후
2007년에 대한민국 친일반민족행위진상규명위원회가 선정해 발표한 친일반민족행위 195인 명단 중 사법 부문에 포함되었다.

## 참고자료
- 친일반민족행위진상규명위원회 (2007년 12월). 〈박제선〉 (PDF). 《2007년도 조사보고서 II - 친일반민족행위결정이유서》. 서울. 1129~1151쪽쪽. 발간등록번호 11-1560010-0000002-10. [깨진 링크(과거 내용 찾기)]